# Ichu
Ichu este un oraș în statul Bahia (BA) din Brazilia.